# Danmarks runeindskrifter AUD1995;279
DR AUD1995;279 är en vikingatida ( ca 1000) runsten av granit/gnejs i Borup kirke(da), Borup socken(da) och Randers kommun.

## Inskriften
Translitterering av runraden:
asi : risþi : stin : þansi : iftiʀ : þurkut : faþ¶ur : sin : bufa : sun : bistat : þikn
Normalisering till rundanska:
Asi/Æsi resþi sten þænsi æftiʀ Þorgot, faþur sin, Bofa sun, bæztan(?) þægn
Översättning till nusvenska:
Asi reste denna sten efter Torgöt, sin fader, Boves son, en ypperste(?) tegn.
bistat kan vara felskrivning för bistan, se Sm 35. Man kan jämföra det med miuk : kuþan : þikn, "en mycket god tegn" på närliggande DR 99. Namnplatser på -rup, -strup och -drup, betyder torp och kan grundas på slutet av vikingatiden, därför troligtvis är Bove grundare av stormanssäte i Borup, Boves torp.